# شارع أبي طالب
شارع أبي طالب هو شارع رئيسي في شمال مدينة بغداد في صوب الرصافة، يبدأ من منطقة باب المعظم وينتهي عند جسر تقاطع منطقة الصليخ ومنطقة البنوك، ممتداً إلى منطقة الشعب فمنطقة بوب الشام المؤدية إلى طريق بعقوبة الجديد. رقم الزقاق لشارع أبي طالب 33.